# Rex Linn
Pour les articles homonymes, voir Linn.
Rex Maynard Linn né le 13 novembre 1956 à Spearman au Texas, est un acteur américain.

## Biographie
Linn est né à Spearman, Texas, le troisième enfant et le deuxième fils de Darlene (née Deere) et James Paul Linn. Il a une sœur Rhonda Lou, et un frère James Paul.
En août 1969, sa famille a déménagé à Oklahoma City, Oklahoma, où son père a pratiqué le droit. Là, il a fréquenté l'Heritage Hall et, plus tard, la Casady School - une école indépendante affiliée à l'église épiscopale; et a été employé à temps partiel au zoo d'Oklahoma City.
En novembre 1975, quand il a vu Jack Nicholson dans le film Vol au-dessus d'un nid de coucou, Linn a annoncé qu'il serait un acteur.
Il a grandi dans un ranch. C'est dans cette petite communauté du Texas que Linn jeune a commencé à beaucoup aimer les films d'action. Il aimait aussi les films d'horreur et les westerns. Linn a fait beaucoup de théâtre. Puis il commence sa carrière d'acteur en 1993, dans Cliffhanger au côté de Sylvester Stallone.

## Filmographie
Sauf indication contraire, les informations mentionnées dans cette section peuvent être confirmées par la base de données cinématographiques IMDb,  présente dans la section « Liens externes ».

### Cinéma
- 1989 : Meurtres en nocturne (Night Game) de Peter Masterson : Floyd Epps
- 1993 : Cliffhanger : Traque au sommet de Renny Harlin : Richard Travers
- 1994 : L'Enfer blanc (Iron Will) de  Charles Haid : Joe McPherson
- 1994 : Wyatt Earp de Lawrence Kasdan : Frank McLaury
- 1994 : Danger immédiat (Clear and Present Danger) de Phillip Noyce : Marvin, détective de Washington
- 1994 : Drop zone de John Badham : Bobby
- 1995 : L'île aux pirates de Renny Harlin : Mr Blair
- 1996 : Tin Cup de Ron Shelton : Dewey
- 1997 : Breakdown de Jonathan Mostow : Le Shérif Boyd
- 1997 : Postman (The Postman) de Kevin Costner : Mercer
- 1998 : Rush Hour de Brett Ratner : Agent Whitney
- 1999 : Première Sortie (Blast from the Past) de Hugh Wilson : Dave
- 2003 : Traqué (The Hunted) de William Friedkin : Powell
- 2005 : The Zodiac de Alexander Bulkley (en) : Jim Martinez
- 2008 : Appaloosa de Ed Harris - Le Shérif Clyde Stringer
- 2012 : Atlas Shrugged: Part II de John Putch : Kip Chalmers
- 2012 : Django Unchained de Quentin Tarantino : Tennessee Harry
- 2013 : Devil's Knot ( les 3 crimes de West Memphis): inspecteur Gary Gitchell
- 2014 : Albert à l'ouest (A Million Ways to Die in the West) de Seth MacFarlane : le shérif
- 2018 : Under the Silver Lake de David Robert Mitchell : le gérant de la résidence

### Télévision

#### Séries télévisées
- 1995-2000 : JAG : Mark 'Falcon' Sokol (6 épisodes)
- 1996 à 1997 : Troisième planète après le Soleil (3rd Rock from the Sun) : Chuck / Webber (saison 1, épisode 12 et saison 3, épisode 10)
- 1998 : Ultime Recours (Vengeance Unlimited) : J.J. (saison 1, épisode 3)
- 1999 : Snoops (en) : Jasper (saison 1, épisode 10)
- 1999 : Walker, Texas Ranger : Leland Stahl (saison 8, épisode 4)
- 2000 : Le Caméléon (The Pretender) : Agent Ellis Talbot (saison 4, épisode 10)
- 2003 à 2012 : Les Experts : Miami (CSI: Miami) : Détective Frank Tripp (187 épisodes)
- 2007 : Saving Grace : Wiley (saison 1, épisode 6)
- 2011 : The Walking Dead: Torn Apart : Palmer (2 épisodes)
- 2016 à 2022 : Better Call Saul : Kevin Wachtell (13 épisodes)
- 2017 à 2018 : L'Arme fatale (Lethal Weapon) : Nathan Riggs (12 épisodes)

#### Téléfilms
- 1998 : Black Cat Run de D. J. Caruso : Le shérif Ben Bronte
- 1999 : Y2K de Dick Lowry : le contremaître de la centrale nucléaire
- 2003 : Le dernier cow-boy (en) (Monte Walsh) de Simon Wincer : Hat Henderson
- 2008 : L'enfer du feu (en) (Trial by Fire) de John Terlesky : Chef Bill Berry